# 中敷香駅
座標: 北緯49度14分35秒 東経143度1分16秒 / 北緯49.24306度 東経143.02111度
中敷香駅（なかしくかえき）は、かつて樺太敷香郡敷香町に存在した鉄道省樺太東線の駅である。なお、三井鉱山内川炭鉱軌道の中敷香駅とは別の位置に立地していた。

## 歴史
- 1941年（昭和16年）11月15日：樺太庁鉄道樺太東線敷香駅 - 上敷香駅間(21.7km)が延伸開業。
- 1943年（昭和18年）4月1日：南樺太の内地化にともない、鉄道省（国有鉄道）に編入。
- 1945年（昭和20年）8月：ソ連軍が南樺太へ侵攻、占領し、駅も含め全線がソ連軍に接収される。
- 1946年（昭和21年）
  - 2月1日：日本の国有鉄道の駅としては、書類上廃止。
  - 4月1日：ソ連国鉄に編入。ロシア語駅名は「ヴェテランスカヤ」。

## 運行状況
- 1945年現在、5 - 11月は上り敷香駅行きと下り上敷香駅行きが1日各6往復、12 - 4月は1日各4往復運行されていた。

現在はポロナイスク駅、ポページノ駅発着の1往復のみ停車する。

## 駅周辺
- 敷香川

## 隣の駅
鉄道省樺太鉄道局
樺太東線
敷香駅 - 中敷香駅 - 江須駅